# Phú Bình (huyện)
Phú Bình là một huyện nằm ở phía đông nam tỉnh Thái Nguyên, Việt Nam.

## Địa lý
Huyện Phú Bình nằm ở phía đông nam của tỉnh Thái Nguyên, nằm cách thành phố Thái Nguyên khoảng 26 km về phía đông nam, có vị trí địa lý:
- Phía đông giáp huyện Tân Yên và huyện Yên Thế, phía nam giáp huyện Hiệp Hòa, tỉnh Bắc Giang
- Phía tây giáp thành phố Thái Nguyên, thành phố Sông Công và thành phố Phổ Yên
- Phía bắc giáp huyện Đồng Hỷ.

Huyện Phú Bình có diện tích 243,37 km², dân số năm 2019 là  156.804 người, mật độ dân số đạt 595 người/km².

## Hành chính
Huyện Phú Bình có 20 đơn vị hành chính cấp xã, bao gồm thị trấn Hương Sơn (huyện lỵ) và 19 xã: Bàn Đạt, Bảo Lý, Dương Thành, Đào Xá, Điềm Thụy, Hà Châu, Kha Sơn, Lương Phú, Nga My, Nhã Lộng, Tân Đức, Tân Hòa, Tân Khánh, Tân Kim, Tân Thành, Thanh Ninh, Thượng Đình, Úc Kỳ, Xuân Phương.

## Lịch sử
Đất Phú Bình ngày nay là đất huyện TNông thời nhà Lý. Trong lịch sử, huyện TNông còn có những tên gọi khác là Dương Xá, Tây Nông, Tây Nùng... Năm 1466, huyện TNông là một trong 9 châu, huyện của phủ Phú Bình thuộc thừa tuyên Thái Nguyên (sau đổi là Ninh Sóc, rồi xứ, trấn Thái Nguyên). Đến thế kỷ XIX, triều Nguyễn, năm 1831 vua Minh Mạng chia cả nước thành 31 tỉnh, tỉnh Thái Nguyên gồm 2 phủ là Phú Bình và Tòng Hóa; huyện TNông thuộc phủ Phú Bình, có 9 tổng gồm 54 xã, thôn:
- Tổng Nhã Lộng có 5 xã: Triều Dương, Nhã Lộng, Úc Kỳ, Điềm Thuỵ, Ngọc Long và 2 thôn Ngọc Sơn, Cống Thượng.
- Tổng Thượng Đình có 7 xã: Thượng Đình, Quan Trường, Đào Xá, Ninh Sơn, Thuần Lương, Dưỡng Mông, Lạc Dương và 2 thôn Nông Cúng, Đình Kiều.
- Tổng Nghĩa Hương có 2 xã: Trang Ôn, Vân Dương và 2 thôn Cầu Đông, Yên Mễ.
- Tổng La Đình có 7 xã: La Đình, Mai Sơn, Kha Nhi, Bằng Cầu, La Sơn, Phương Độ, Úc Sơn và 2 thôn Thượng, Hạ.
- Tổng Phao Thanh có 6 xã: Phao Thanh, Lương Tạ, Phú Mỹ, Lương Trình, Thanh Lương, Ngô Xá.
- Tổng Đức Lân có 4 xã: Đức Lân, Nỗ Dương, Loa Lâu, Lữ Vân và 2 thôn Nội, Ngoại.
- Tổng Tiên La có 4 xã: Tiên La, Điều Khê, Bạch Thạnh, Vân Đồn.
- Tổng Lý Nhân có 6 xã: Lý Nhân, Đăng Nhân, Kim Lĩnh, Chỉ Mê, Lã An, Cổ Dạ.
- Tổng Bảo Nang có 3 xã: Bảo Nang, Thanh Huống, Triều Dương và phường Thủy Cơ.

Vào cuối thế kỷ XIX, vùng đất ngày nay là xã Hà Châu và xã Nga My được cắt khỏi huyện Hiệp Hòa, phủ Bắc Hà, tỉnh Bắc Ninh để nhập vào huyện TNông, tỉnh Thái Nguyên.
Năm 1904, chính quyền thực dân Pháp đặt cấp châu, huyện trực thuộc cấp tỉnh. Huyện TNông đổi thành huyện Phú Bình từ đây. Huyện Phú Bình vẫn giữ nguyên 9 tổng, 45 xã.
Dưới chính thể Việt Nam Dân chủ Cộng hòa, ngày 25 tháng 3 năm 1948, Chủ tịch Hồ Chí Minh ký Sắc lệnh số 148SL thống nhất trong cả nước bỏ phủ, châu, quận. Trên cấp xã là huyện. Huyện Phú Bình khi đó gồm có thị trấn Úc Sơn và 21 xã: Bàn Đạt, Bảo Lý, Đào Xá, Điềm Thụy, Đồng Liên, Dương Thành, Hà Châu, Hương Sơn, Kha Sơn, Lương Phú, Nga My, Nhã Lộng, Tân Đức, Tân Hòa, Tân Khánh, Tân Kim, Tân Thành, Thanh Ninh, Thượng Đình, Úc Kỳ, Xuân Phương.
Ngày 1 tháng 7 năm 1956, Chủ tịch Hồ Chí Minh ký Sắc lệnh số 268-SL thành lập khu tự trị Việt Bắc. Tỉnh Thái Nguyên trong khu tự trị Việt Bắc gồm thị xã Thái Nguyên và các huyện Định Hóa, Phú Lương, Đại Từ, Đồng Hỷ và Võ Nhai. Huyện Phú Bình tách sang tỉnh Bắc Giang, huyện Phổ Yên về tỉnh Vĩnh Phúc.
Ngày 15 tháng 6 năm 1957, Chủ tịch Hồ Chí Minh ký Quyết định sáp nhập 2 huyện Phú Bình và Phổ Yên trở lại tỉnh Thái Nguyên.
Năm 1965, Quốc hội ban hành quyết định sáp nhập 2 tỉnh Thái Nguyên và Bắc Kạn thành tỉnh Bắc Thái, huyện Phú Bình thuộc tỉnh Bắc Thái và đến ngày 6 tháng 11 năm 1996, tỉnh Thái Nguyên được tái lập từ tỉnh Bắc Thái, huyện Phú Bình thuộc tỉnh Thái Nguyên.
Ngày 13 tháng 6 năm 2003, Chính phủ ban hành Nghị định số 68/2003/NĐ-CP, hợp nhất thị trấn Úc Sơn và xã Hương Sơn thành thị trấn Hương Sơn.
Ngày 18 tháng 8 năm 2017, chuyển xã Đồng Liên về thành phố Thái Nguyên quản lý.
Sau khi điều chỉnh, huyện Phú Bình còn lại 243,37 km² diện tích tự nhiên và 144.908 người, có 1 thị trấn và 19 xã như hiện nay.

## Danh nhân
- Phạm Thanh Ngân

## Làng nghề
Phú Bình là huyện có địa hình tương đối bằng phẳng. Kinh tế chủ yếu dựa vào nông nghiệp, các ngành nghề, nghề phụ trong huyện khá ít. Một số làng nghề, ngành nghề hoạt động kém hiệu quả hay mai một dần. Dân số huyện có xu hướng giảm hoặc tăng khá chậm trong một số năm của các thập niên trước do lao động và tìm công việc đã di cư đến những vùng đông dân cư, vùng kinh tế mới. Các làng nghề xưa, làng nghề mới, ngành nghề phụ trong huyện:
- Làng nghề mộc Phương Độ (Xuân Phương)
- Làng nghề mộc An Châu (Nga My)
- Làng nghề chè xóm Cả (Tân Khánh)
- Làng nghề chè xóm La Ri (Tân Khánh)
- Làng nghề tương nếp Úc Kỳ
- Làng nghề chè xóm Kê (Tân Khánh)
- Làng nghề mộc Phú Lâm (Kha Sơn)
- Làng nghề nuôi ngựa xóm Phẩm (Dương Thành)
- Làng nghề mây tre đan Ngọc Lý (Tân Đức)
- Làng nghề chè Phú Lợi (Bàn Đạt).